# Zhang Chengye
Zhang Chengye (chinesisch 张成烨, Pinyin Zhāng Chéngyè, * 20. Mai 1982 in Jilin) ist ein ehemaliger chinesischer Biathlet und Skilangläufer.

## Werdegang

### Biathlon
Zhang Chengye stammt aus Tonghua und begann 2002 als Student mit dem Biathlonsport. Seit 2003 gehört er dem chinesischen Nationalteam an und startet für die Chinese Biathlon Association. Im Weltcup debütierte er 2004 in Pokljuka. Kurz darauf lief er in Antholz als 16. im Sprint erstmals in die Punkteränge. Im folgenden Jahr erreichte er als Zweiter im Einzel an selber Stelle seine beste Einzel-Platzierung. Bei den Winter-Asienspielen 2007 gewann er Gold mit der Staffel und zudem Silber im Einzelrennen. Seine beste Saison lief er 2007/08. Fünfmal kam er unter die besten Zehn, am Saisonende belegte Zhang Rang 21 in der Weltcup-Gesamtwertung. Zudem belegte er im Massenstart- sowie im Verfolgungsweltcup jeweils den 19. Gesamtrang.
Nach schlechten Platzierungen bei der Weltmeisterschaft in Oberhof 2004 konnte er im folgenden Jahr bei der WM in Hochfilzen im Einzel einen 16 Rang erreichen. Bei den Olympischen Winterspielen 2006 in Turin trat er im Einzel (50.), Sprint (18.) und in der Verfolgung (36.) an. Die Biathlon-Weltmeisterschaften 2007 und 2008 brachten nicht die erhofften Ergebnisse, Zhang erreichte nie eine Platzierung unter den besten 25. In Vancouver trat Zhang Chengye erneut bei Olympia an und erreichte mit Rang 19 im Einzel sein bestes Ergebnis.
Zwei Jahre später startete er in Ruhpolding bei den Biathlon-Weltmeisterschaften 2012, kam aber über Rang 86 im Sprint und Rang 98 im Einzel nicht hinaus. Mit der Staffel landete er auf einem schwachen 24. Platz. Nach dem Ende der Saison 2011/12 beendete er seine aktive Biathlon-Karriere. Ein Jahr zuvor konnte er bei den Winter-Asienspielen 2011 im kasachischen Almaty noch einmal Bronze mit der Staffel gewinnen.

### Skilanglauf
Zwischen 2003 und 2006 bestritt Zhang internationale Rennen im Skilanglauf. Sein internationales Debüt feierte er bei den Winter-Asienspielen 2003, bei denen er Bronze über 15 km und Silber über 30 km Freistil gewinnen konnte. Bei der Winter-Universiade 2005 in Innsbruck startete er über die 10-km-Distanz, erreichte dabei jedoch nicht das Ziel. Bei den Olympischen Winterspielen 2006 in Turin startete er im Sprint sowie mit der Staffel, konnte aber nur hintere Plätze erlaufen.

## Biathlon-Weltcup-Platzierungen
Die Tabelle zeigt alle Platzierungen (je nach Austragungsjahr einschließlich Olympische Spiele und Weltmeisterschaften).
- 1.–3. Platz: Anzahl der Podiumsplatzierungen
- Top 10: Anzahl der Platzierungen unter den ersten zehn (einschließlich Podium)
- Punkteränge: Anzahl der Platzierungen innerhalb der Punkteränge (einschließlich Podium und Top 10)
- Starts: Anzahl gelaufener Rennen in der jeweiligen Disziplin
- Staffel: inklusive Mixed- und Single-Mixed-Staffeln

| Platzierung                      | Einzel | Sprint | Verfolgung | Massenstart | Staffel | Gesamt |
| -------------------------------- | ------ | ------ | ---------- | ----------- | ------- | ------ |
| 1. Platz                         |        |        |            |             |         |        |
| 2. Platz                         | 1      |        |            |             |         | 1      |
| 3. Platz                         |        |        |            |             |         |        |
| Top 10                           | 1      | 3      | 2          | 3           | 1       | 10     |
| Punkteränge                      | 8      | 20     | 17         | 6           | 17      | 68     |
| Starts                           | 24     | 54     | 28         | 6           | 18      | 130    |
| Stand: nach der Saison 2010/2011 |        |        |            |             |         |        |